# Wang Shu
Wang Shu (chinês: 王澍, 30 de novembro de 1963) é um arquiteto chinês.
Após obter o bacharelato e o mestrado na Escola de Arquitetura da Universidade do Sudeste em 1985, começou a prática profissional como professor da Academia de Artes da China, em Hangzhou.
Em 2012 foi laureado com o Prêmio Pritzker, sendo o primeiro arquiteto atuante na China a receber este prêmio. Outro chinês - Ieoh Ming Pei - já havia ganho o prêmio em 1983.